# Grèce aux Jeux mondiaux de 2017
Cet article contient des informations sur la participation et les résultats de la Grèce aux Jeux mondiaux de 2017 à Wrocław en Pologne.

## Médailles

### Or
| Sport             | Discipline | Sportifs |
| Médaille d'or : 0 |            |          |

### Argent
| Sport                     | Discipline    | Sportifs             |
| Médaille d'argent : 1     |               |                      |
| Ski nautique et wakeboard | Femmes - Saut | Marie Vympranietsova |

### Bronze
| Sport                  | Discipline | Sportifs |
| Médaille de bronze : 0 |            |          |